# Estadio Silvio Appiani
El Estadio Silvio Appiani (en italiano Stadio Silvio Appiani) es un estadio de fútbol ubicado en la ciudad de Padua, Italia.

## Historia
Fue inaugurado en 1924 tras tres años de construcción, y su nombre se debe al exjugador del club Silvio Appiani que murió en 1915 con solo 21 años. Ha sido renovado en varias ocasiones, su capacidad es de 24000 espectadores y fue la sede del Padova Calcio hasta 1994 cuando el equipo se mudó al Stadio Euganeo.

## Eventos deportivos
El estadio fue sede de la final de la Copa Intertoto 1962-63 donde el Padova Calcio perdió 0-1 ante el Slovnaft Bratislava. También fue sede de dos partidos de Italia, el primero de ellos fue una victoria 2-1 ante Yugoslavia en un partido amistoso el 4 de noviembre de 1925; y el segundo fue una victoria por 4-0 ante Bulgaria el 20 de marzo de 1932 en otro partido amistoso.
La selección olímpica también utilizó el estado un par de veces, la primera vez fue el 8 de junio de 1983 en un empate 2-2 ante Yugoslavia y la segunda fue el 13 de abril de 1988 en una victoria por 3-0 ante Países Bajos. La selección sub-18 también jugó en el estadio una vez, el 13 de abril de 2016 en una derrota por 1-2 ante Francia.
La selección sub-21 fue la que más utilizó el estadio ya que jugó en él en siete ocasiones, la primera de ellas fue el 6 de enero de 1943 cuando empató 0-0 ante Croacia, La segunda ocasión fue hasta el 12 de noviembre de 1981 en una victoria por 1-0 ante Grecia. La tercera ocasión fue ante Yugoslavia el 22 de abril de 1987 que terminó 1-0. El 25 de octubre de 1989 vencería 1-0 a Suiza; el 12 de junio de 1991 vencería 1-0 a Unión Soviética, el 25 de marzo de 1992 venció 2-0 a Checoslovaquia y el último partido lo jugó el 18 de noviembre de 1993 donde venció 2-1 a Portugal.